# Lipoxina
Las lipoxinas son compuestos que se generan a partir de AA (ácido araquidónico) por la vía de las lipooxigenasas, pero a diferencia de los leucotrienos y prostaglandinas las lipoxinas son inhibidores de la inflamación.
Las principales acciones de las lipoxinas son inhibir el reclutamiento de los leucocitos y componentes celulares de la inflamación, inhibe la quimiotaxis de los neutrofilos y la adherencia al endotelio, se sugiere que son reguladores negativos endógenos de los leucotrienos.
A diferencia del resto de los derivados del AA, necesitan de dos tipos celulares para ser sintetizados: los neutrófilos producen intermediarios de la síntesis, que son convertidos en lipoxinas por plaquetas al interaccionar con los neutrófilos.